# 中華民國憲法第2條
中華民國憲法第2條是中華民國憲法總綱部分的第二條内容，全文共13個字，文中闡述了中華民國主權在民的民主共和制政體原則以及國家統治之正統性的由來。

## 原文
『中華民國之主權屬於國民全體。』

## 歷史沿革
與現行憲法中的大部分條文所不同，目前憲法中的第2條内容早在1912年的中華民國臨時約法中便已出現，且其内容與現行版本完全一致。此條内容于天壇憲草中被刪除，其後又在1914年制定的中華民國約法中再度出現，但在細節上有所不同：
第二條　中華民國之主權，本於國民之全體。
此後于1923年的曹錕憲法中又大致恢復了臨時約法裏的表述，後來的訓政時期約法在此基礎上增加了對“國民”指代範疇的定義（“凡依法律享有中華民國國籍者爲中華民國國民”），這一描述在1947年起施行的現行版憲法中被移至第三條。

## 爭議

### 對“主權”與“國民全體”的定義
對憲法中主權一詞的確切定義衆説紛紜，其中1923年發行的《中華民國憲法釋義》中對該條中主權的定義為“唯一不可分絕對不可抗之强制權”。
2024年，時任中華民國總統賴清德在其就職演説當中曾引述了中華民國憲法中的第二條，並由此認定“中華民國與中華人民共和國互不隸屬”，同時將中華民國的主權範圍與台灣綁定。

## 外部鏈接
- 中華民國憲法正文 總統府 （页面存档备份，存于）
- 中華民國之主權屬於國民全體之研究 （页面存档备份，存于）